# Ak Jol
Ak Jol (en kirguís: Ак жол, en español: Camino Blanco) fue un partido político de Kirguistán, fundado en 2007 por el presidente Kurmanbek Bakíev de cara a las elecciones parlamentarias de ese mismo año, en el cual consiguió 71 de los 90 escaños en el Consejo Supremo de Kirguistán. Dichas elecciones fueron muy cuestionadas por la Organización para la Seguridad y la Cooperación en Europa, pero la Comunidad de Estados Independientes alegó que estas habían cumplido con los estándares democráticos.
Después de la revolución de 2010, que derrocó a Kurmanbek Bakíev y democratizó al país bajo un gobierno parlamentario, el partido Ak Jol fue disuelto. Otro partido, Ata-Zhurt, simpatiza con el mandatario depuesto y se lo considera sucesor del partido Ak Jol.

## Historial electoral

### Consejo Supremo de Kirguistán
| Año  | Votos     | %     | Escaños |
| ---- | --------- | ----- | ------- |
| 2007 | 1 228 319 | 46,99 | 71/90   |